# Giovanni Antonio Zaddei
Giovanni Antonio Zaddei (Zadei) (17 gennaio 1729 – Padenghe sul Garda, dopo 1787) è stato un pittore italiano del periodo barocco, principalmente attivo a Ferrara.

## Biografia
Zaddei studiò con Antonio Paglia, poi nel 1746, si trasferì a Bologna per lavorare sotto Giuseppe Marchesi, poi cinque anni dopo lavorò con Giambettino Cignaroli. Nel 1754 tornò a Brescia e dipinse anche pale d'altare per Gottolengo, Portese, Coccaglio e Preseglie. 

## Opere
- Pala di San Lorenzo, 1797, Chiesa di San Lorenzo (Casalpoglio)[3][4]